# تسكين الألم الوهمي
يحدث تسكين الألم باستخدام الدواء الوهمي (البلاسيبو) عندما يفيد تناول الدواء الوهمي في تخفيف الآلام. نظرًا لأن الأدوية الوهمية بحكم تعريفها تفتقر إلى المكونات الفعالة، فإن تأثير الدواء الوهمي المسكن يعد ناتجًا عن اعتقاد المريض بأنه قد تلقى عقارًا مسكنًا أو تدخلًا طبيًا آخر. لقد ثبت أنه -في بعض الحالات- يكون المفعول الأفيوني داخلي المنشأ حاسمًا للتوسط في تسكين الألم الوهمي، كما يتضح من قدرة مثل هذا التسكين على التسكين عبر مضادات الأفيون (النالوكسون). ومع ذلك، من الممكن أيضًا أن يتم التوسط في تسكين الألم باستخدام الدواء الوهمي بواسطة آليات غير أفيونية المفعول، وفي هذه الحالة لن يتأثر بالنالوكسون. أشارت أبحاث أخرى إلى أن الحبل الشوكي البشري، وقشرة الفص الجبهي، والقشرة الحزامية الأمامية المنقارية تلعب أيضًا دورًا في تسكين الألم الوهمي.

## الآليات النفسية

### تكييف بافلوفيان الكلاسيكي
حدد التكييف الكلاسيكي كوسيلة يمكننا من خلالها إحداث تسكين وهمي بالأدوية.
توضح الأبحاث الحديثة كيف يمكن لمحفز محايد -يجرب مع منبه غير مشروط- أن يولد استجابة مشروطة، أي إحداث تأثيرات مسكنة، بعد فترة تكييف قصيرة. في هذه الدراسة، أعطيت مجموعة تجريبية السيكلوسبورين مع مشروب معين. هنا، يعمل هذا المشروب كمحفز محايد والسيكلوسبورين هو المنبه غير المشروط. عندما يتم تناول الاثنين بشكل متزامن، يجري التعرف على ارتباط معين، الأمر الذي يولد حافزًا مشروطًا للشرب. ينتج عن هذا استجابة مشروطة لتسكين الآلام. في هذه الدراسة بالذات، لوحظ وجود تسكين أثناء مرحلة التناول، حيث تعرض المشاركون للمشروب والعلاج الوهمي، ثم أظهروا نشاطًا لمفاويًا منخفضًا.
جرى التعرف على التكييف الكلاسيكي كوسيلة للحث على تسكين الألم بدون أدوية أيضًا. المنبهات الشائعة في الدراسات التي تبحث في التسكين هي الأضواء الملونة المختلفة، على سبيل المثال، الأزرق والبرتقالي ومحفز شائع غير مشروط، الصدمات الكهربائية. أثناء مراحل التجارب التكييفية، يعرض ضوء واحد في نفس الوقت الذي توجه به الصدمة. تأتي الصدمة من أقطاب كهربائية مثبتة في اليدين، حيث تتناوب شدتها بين طرفين، مرتفع بشكل عام وغير مؤلم، لذلك يمكن للمشاركين تحديد الاختلاف وبالتالي ربط الارتباط بين الأضواء والصدمات المعطاة، على سبيل المثال، الأزرق = غير مؤلم، والبرتقالي = مؤلم جدًا.
تعمل الصدمات كمحفزات غير مشروطة، وتنتج استجابات غير مشروطة، أي الألم، والمحفزات المحايدة هي الأضواء الملونة المختلفة. في المرحلة التجريبية، يتعرض المشاركون لنفس الأضواء، ولكن الصدمات هذه المرة تكون غير منسقة؛ لم يعد اللون البرتقالي يشير إلى صدمة مؤلمة، وبدلًا من ذلك، تشير صدمة أضعف غير مؤلمة مع الأزرق إلى الألم. هذا هو الموقع الذي يحدث فيه التأثير المسكن. ذكر المشاركون الذين شاهدوا كلا الضوءين في تسلسل عشوائي أن الصدمة الناتجة عن الضوء الأزرق أقل إيلامًا من تلك التي بها اللون البرتقالي. يحدث هذا لإعطاء الارتباط بين الأضواء وشدة الصدمة المشاركين فكرة عما سيكون عليه شعور الصدمات عند عرض ضوء معين. نتيجة لذلك، فإن الصدمات عالية الشدة التي تهدف إلى التسبب في الألم، لن تولد ألمًا شديدًا، لأن مستوى الألم المرتبط بهذا الضوء المحدد منخفض.